# Казка мандрів (фільм)
«Казка мандрів» (рос. «Сказка странствий») — художній фільм-алегорія режисера Олександра Мітти виробництва СРСР, ЧССР та Румунії. В фільмі використана музика Альфреда Шнітке. Вийшов на екрани в 1983 році.

## Сюжет
У маленькому князівстві жили двоє сиріт-жебраків: брат Май і сестра Марта. Жебраками вони були з доброї волі: хлопчик мав хист знаходити золото, відчуваючи при цьому біль. Сестра, не бажаючи, щоб брат страждав, забороняла Маю користуватися своїм умінням.
В Різдво Мая викрав лиходій Горгон, сподіваючись розбагатіти за допомогою незвичайних здібностей хлопчика. Марта відправилась на пошуки брата і зустріла винахідника і лікаря, поета і філософа, мандрівника і мислителя Орландо. Разом вони мандрують по світу в пошуках Мая, долаючи перешкоди і спокуси…

## У ролях
- Андрій Миронов — Орландо
- Тетяна Аксюта — Марта (озвучує Марина Нейолова)
- Лев Дуров — Горгон